# PalaVolcan
Il PalaVolcan è un palazzetto dello sport situato ad Acireale, comune italiano in provincia di Catania. Ha una capienza di 1.200 spettatori.
Ospita le partite casalinghe dell'Acireale Calcio a 5, squadra di Calcio a 5 militante nel Campionato italiano di calcio a 5 serie C, della Polisportiva Basket Acireale, squadra di pallacanestro che milita nel campionato di Serie C dilettanti, della Aquilia Acireale, squadra di pallavolo che milita nel campionato di Serie D e della Società Sportiva Pallamano Acireale militante nel campionato A2 di pallamano.